# Scironis sima
Scironis sima là một loài nhện trong họ Linyphiidae.
Loài này thuộc chi Scironis. Scironis sima được Ralph Vary Chamberlin miêu tả năm 1949.